# Ávváhkojávrre
Ávváhkojávrre eller Auvakkojaure är två sjöar i Jokkmokks kommun, som skiljs åt av en ås:
- Auvakkojaure (Jokkmokks socken, Lappland, 740726-171251), sjö i Jokkmokks kommun, 66°41′11″N 20°37′20″Ö / 66.6864°N 20.6223°Ö (12,3 ha)
- Auvakkojaure (Jokkmokks socken, Lappland, 740730-171205), sjö i Jokkmokks kommun, 66°41′19″N 20°36′48″Ö / 66.6885°N 20.6134°Ö (12,5 ha)